# Liste der Premierminister von Haiti

Staatswappen von Haiti

Premierminister von Haiti ist die Amtsbezeichnung des jeweiligen Regierungschefs von Haiti. Der Premierminister wird vom Staatspräsidenten vorgeschlagen und von der Nationalversammlung, d. h. in gemeinsamer Sitzung der beiden Häuser des Parlamentes (Abgeordnetenkammer und Senat), bestätigt. Der Premierminister ernennt danach die Minister und Staatssekretäre. Vor seiner Vereidigung muss er vor der Nationalversammlung ein Vertrauensvotum über sein Regierungsprogramm bestehen. Der Premierminister Haitis erlässt gemeinsam mit dem Präsidenten die Gesetze und ist verantwortlich für die nationale Verteidigung.
| Premierminister                                                                                       | Amtsantritt       | Amtsende          | Anmerkungen |
| --- | ----------------- | ----------------- | --- |
| Martial Célestin                                                                                      | 9. Februar 1988   | 20. Juni 1988     | |
| René Garcia Préval                                                                                    | 13. Februar 1991  | 11. Oktober 1991  | |
| Jean-Jacques Honorat                                                                                  | 11. Oktober 1991  | 19. Juni 1992     | |
| Marc Louis Bazin                                                                                      | 19. Juni 1992     | 30. August 1993   | |
| Robert Malval                                                                                         | 30. August 1993   | 8. November 1994  | |
| Smarck Michel                                                                                         | 8. November 1994  | 7. November 1995  | |
| Claudette Werleigh                                                                                    | 7. November 1995  | 27. Februar 1996  | |
| Rosny Smarth                                                                                          | 27. Februar 1996  | 20. Oktober 1997  | |
| Jacques-Édouard Alexis                                                                                | 26. März 1999     | 2. März 2001      | |
| Jean Marie Chérestal                                                                                  | 2. März 2001      | 15. März 2002     | |
| Yvon Neptune                                                                                          | 15. März 2002     | 12. März 2004     | |
| Gérard Latortue                                                                                       | 12. März 2004     | 9. Juni 2006      | |
| Jacques-Édouard Alexis                                                                                | 9. Juni 2006      | 12. April 2008    | |
| Michèle Pierre-Louis                                                                                  | 5. September 2008 | 30. Oktober 2009  | |
| Jean-Max Bellerive                                                                                    | 11. November 2009 | 18. Oktober 2011  | |
| Garry Conille                                                                                         | 18. Oktober 2011  | 16. Mai 2012      | |
| Laurent Lamothe                                                                                       | 16. Mai 2012      | 14. Dezember 2014 | |
| Florence Duperval Guillaume (interim)                                                                 | 21. Dezember 2014 | 16. Januar 2015   | |
| Evans Paul                                                                                            | 16. Januar 2015   | 26. Februar 2016  | |
| Fritz Jean                                                                                            | 26. Februar 2016  | 25. März 2016     | |
| Enex Jean-Charles                                                                                     | 25. März 2016     | 21. März 2017     | |
| Jack Guy Lafontant                                                                                    | 21. März 2017     | 14. Juli 2018     | |
| Jean-Henry Céant                                                                                      | 7. August 2018    | 18. März 2019     | |
| Jean-Michel Lapin                                                                                     | 9. April 2019     | 22. Juli 2019     | |
| Fritz-William Michel                                                                                  | 22. Juli 2019     | 2. März 2020      | |
| Joseph Jouthe                                                                                         | 2. März 2020      | 14. April 2021    | |
| Claude Joseph                                                                                         | 14. April 2021    | 20. Juli 2021     | |
| Ariel Henry (die Geschäfte wahrnehmend)                                                               | 20. Juli 2021     | 25. April 2024    | |
| Michel Patrick Boisvert (als die Geschäfte wahrnehmend berufen, jedoch nach wenigen Tagen annulliert) | 25. April 2024    | 3. Juni 2024      | Wirtschafts- und Finanzminister Boisvert wurde von Ariel Henry im Sinne der Verfassung mit der Wahrnehmung der Geschäfte betraut. Gleichzeitig legten die Mitglieder des Conseil de Transition (CPT) ihren Eid ab. Dem Conseil obliegt es, die künftige Regierung Haitis vorzubereiten. |
| Garry Conille (kommissarisch)                                                                         | 3. Juni 2024      | 11. November 2024 | Vom Conseil de Transition einstimmig zum kommissarischen Ministerpräsidenten gewählt. Conille war bereits vom 18. Oktober 2011 bis zum 16. Mai 2012 Ministerpräsident Haitis. Er wurde am 11. November 2024, ohne formell abgesetzt zu werden, durch den CPT abgelöst.                  |
| Alix Didier Fils-Aimé                                                                                 | 11. November 2024 |                   | Mit Verkündung im Amtsblatt Moniteur am 11. November 2024 durch den CPT benannt. |